# هارولد جارفينكل
هارولد جارفينكل (بالإنجليزية: Harold Garfinkel)‏ (و. 1917 – 2011 م) هو عالم اجتماع، وتربوي، وأستاذ جامعي أمريكي، ولد في نيوآرك، نيوجيرسي، توفي في لوس أنجلوس، عن عمر يناهز 94 عاماً.

## التعليم
تعلم في جامعة هارفارد.